# ヒンディー語版ウィキペディア
ヒンディー語版ウィキペディア（ヒンディーごばんウィキペディア、ヒンディー語: हिन्दी विकिपीडिया）はフリーのオンライン百科事典ウィキペディアのヒンディー語版である。ヒンディー語版ウィキペディアではデーヴァナーガリーを使用して表記をしており、数字の表記に関しても、ラテン文字を使用したアラビア数字とデーヴァナーガリーを使用したデーヴァナーガリー数字両方で閲覧出来る機能が実装されている。
ヒンディー語版ウィキペディアは2003年7月に設立された。最初の項目は同年8月に作成された。2011年8月30日には項目数が10万項目を突破した。2010年7月、グーグルは英語版ウィキペディアの記事のヒンディー語への翻訳に関し、グーグル翻訳で60万語の単語をヒンディー語へと翻訳、手動チェックを組み合わせることでヒンディー語ウィキペディアの利用者と提携を始めることを発表した。この提携により、ヒンディー語版ウィキペディアの項目数は20％増加した。
ヒンディー語版ウィキペディアの記事数は現在165,191本となっている。

## 年表
- 2003年7月11日 - ヒンディー語版ウィキペディアが開設される。
- 2005年1月25日 - 1,000項目を達成。
- 2007年1月16日 - 5,000項目を達成。
- 2007年3月14日 - 10,000項目を達成。
- 2007年12月6日 - 15,000項目を達成。
- 2008年5月29日 - 20,000項目を達成。
- 2008年7月11日 - 設立5周年。
- 2009年5月9日 - 30,000項目を達成。
- 2009年9月8日 - インド国内の言語を使用した各言語版ウィキペディアの中で記事数が最大となる。
- 2009年9月14日 - 50,000項目を達成。
- 2010年2月13日 - 登録者数25,000人を達成。
- 2010年6月20日 - 登録者数30,000人を達成。
- 2010年11月26日 - 登録者数37,000人を達成。
- 2011年1月29日 - 登録者数40,000人を達成。
- 2011年8月14日 - 50,000項目を達成。
- 2011年8月30日 - 100,000項目を達成[1]。